# Бурун-Кая
Бурун-Кая (также Калай-Бурун) — развалины средневекового укреплённого загона (убежища) IX—X века. 

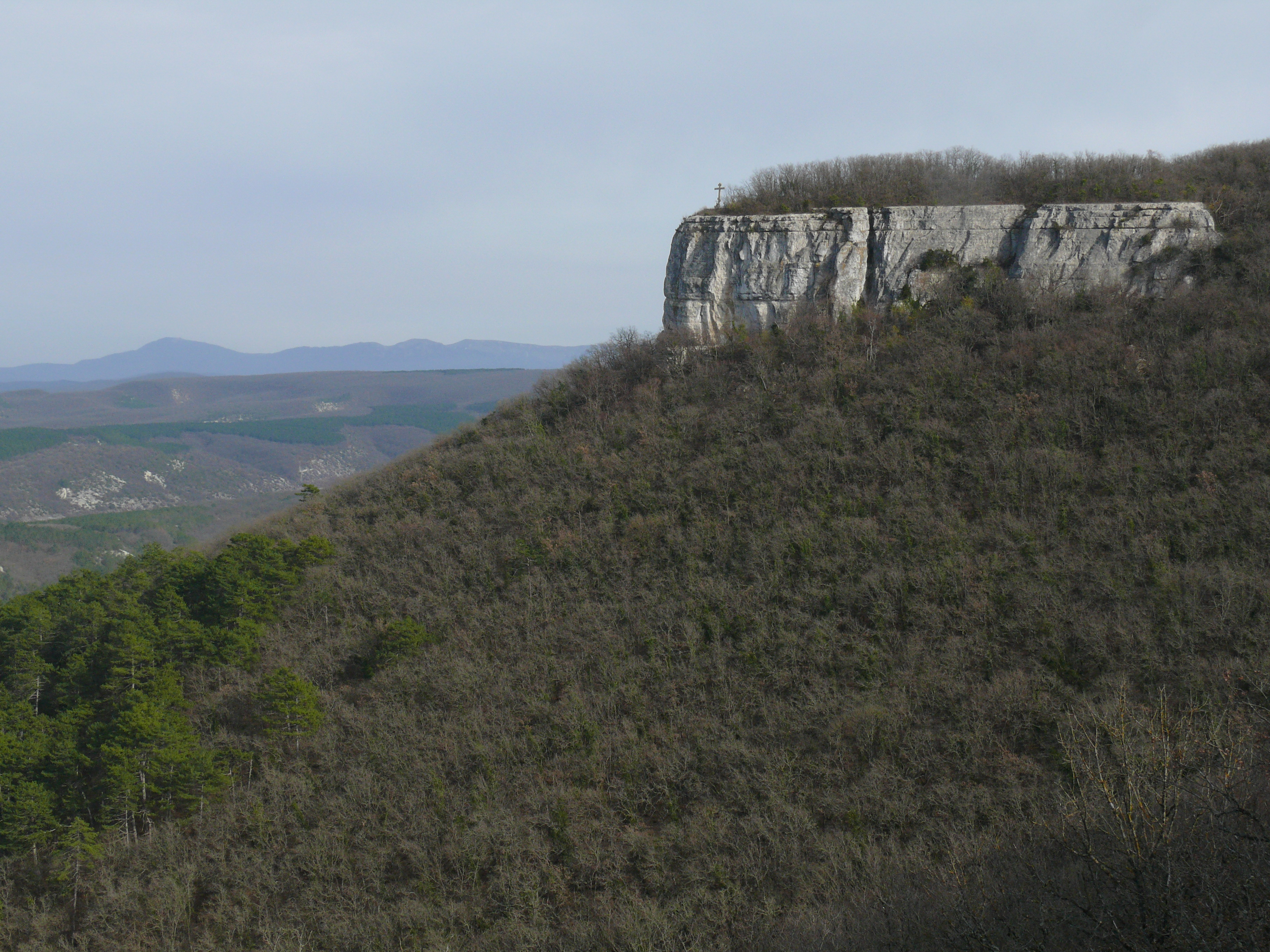
Мыс (утёс) Бурун-Кая

Расположены на одноимённом утёсе горного массива Курушлю, образующего восточный край Качинских ворот, в 1,5 км к западу от села Баштановка. Мыс ограничен с трёх сторон обрывами высотой 15—35 м, с напольной стороны плато было перегорожено стеной (толщиной около 3 м и длиной 87 м, сохранившейся на высоту до 1,2 м), сложенной из бута насухо, вплотную к внутренней стороне которой имеются сильно разрушенные фундаменты каких-то построек. Площадь укрепления 0,8 гектара (бо́льшая часть заросла лесом). На основании подъемного археологического материала укрепление датируется примерно IX—X веком, а ничтожный культурный слой предполагает кратковременное эпизодическое использование в качестве убежища.
Развалины стен на Бурун-Кая были обнаружены в 1938 году крымским археологом В. П. Бабенчиковым, укрепление упоминал Н. И. Репников в рукописи 1940 года «Материалы к археологической карте юго-западного нагорья Крыма». Е. В. Веймарн и М. Я. Чореф в книге «Корабль на Каче» 1976 года определяли укрепление центром некоего феодального удела, по современным же представлениям исар — убежище окрестных жителей на случай военной опасности. Решением Крымского облисполкома № 16 от 15 января 1980 года руины укрепления на скале Бурун-Кая объявлены историческим памятником регионального значения.